# Świadek Historii
Świadek Historii – nagroda honorowa przyznawana instytucjom, organizacjom i osobom fizycznym szczególnie zasłużonym dla upamiętniania historii polskiego narodu w latach 1917–1990 oraz wspierających działalność edukacyjną, naukową i badawczą Instytutu Pamięci Narodowej.

## Historia
Nagroda została ustawiona w marcu 2009 roku dla uhonorowania osób i instytucji szczególnie działających na polu upamiętniania historii polskiego narodu oraz wspierających IPN w tego typu działalności. Od 2014 roku, decyzją Prezesa IPN, nagrodę mogą również otrzymywać osoby mieszkające poza granicami Polski. Kandydatów do nagrody mogą zgłaszać zarówno instytucje, organizacje, jak i osoby fizyczne, konieczne jest załączenie do zgłoszenia zgody kandydatów na takowe zgłoszenie. Wnioski o przyznanie nagrody należy składać w najbliższym oddziale IPN w danym regionie. Wnioski złożone po terminie są rozpatrywane w roku następnym. Przyznawana nagroda ma charakter honorowy.
Corocznie przyznawane jest do sześciu nagród w każdym rejonie, może ona być przyznana tej samej osobie tylko raz. W przypadku śmierci laureata nagrodę wręcza się najbliższemu członkowi rodziny zmarłego. Wręczanie nagród odbywa się w każdym regionie oddzielnie, może nastąpić w różnych terminach.
W każdym oddziale IPN są powoływane komisje nominujące, którym przewodniczy dyrektor oddziału. Komisja nominująca weryfikuje zgłoszone wnioski oraz dokonuje oceny zgłoszeń oraz nominuje kandydatów do nagrody. O przyznaniu nagród decyduje kapituła nagrody, w skład której wchodzi Prezes IPN (przewodniczący), Przewodniczący Rady IPN (wiceprzewodniczący), sekretarz oraz członkowie: Dyrektor Biura Edukacji Narodowej, Dyrektor Archiwum IPN i rzecznik prasowy IPN. Kapituła zatwierdza protokoły komisji nominujących, dokonuje oceny kandydatur, podejmuje uchwałę w sprawie wyboru osób do nagrody oraz o dacie wręczenia laureatom: medali, legitymacji i dyplomów. Kapituła ma również możliwość odebrania wcześniej przyznanej nagrody, jeśli okaże się, że przyznanie nagrody nastąpiło wskutek wprowadzenia w błąd lub odznaczony dopuścił się czynu, wskutek którego stał się niegodny nagrody.
Pierwsze wręczenie nagród miało miejsce 18 czerwca 2009 roku w Oddziale IPN w Białymstoku, laureatami zostało sześć osób, w tym jedna pośmiertnie.
W latach 2015-2022 nadawano Nagrodę „Świadek Historii” dla osób i organizacji spoza Polski. Od 2023 jej kontynuacją (przeznaczoną wyłącznie dla osób i organizacji spoza Polski) jest Nagroda Ambasador Polskiej Historii.

## Wybrani laureaci nagrody
Do 2020 roku nagrodę otrzymało ok. 350 osób, m.in. :

- Ryszard Kaczorowski – pośmiertnie,
- gen. bryg. Jan Podhorski,
- dr hab. Piotr Gołdyn,
- abp. Ignacy Tokarczuk,
- bp. Jan Niemiec,
- ppłk Ludwik Misiek,
- mjr Mieczysław Skotnicki,
- ks. infułat Józef Sondej,
- Krystyna Chowaniec,
- Krzysztof Mieczysław Kaźmierczak,
- Jan Kołodziejski,
- Jacek Kubiak,
- Anna Leszczyńska,
- Edward Ozorowski,
- Zbigniew Paliwoda,
- Zdzisław Palewicz,
- Stanisław Płatek,
- Tadeusz Polkowski,
- Stanisław Pomprowicz,
- Jacek Smagowicz,
- Aleksander Szymański,
- Julian Zydorek,
- Towarzystwo Miłośników Lwowa i Kresów Południowo-Wschodnich
- Henryk Lisiak
- Augustowsko-Suwalskie Towarzystwo Naukowe[10].